# Linia Metaksasa
Linia Metaksasa – system greckich umocnień górskich zbudowany w latach 1936–1941 z inicjatywy premiera generała Joanisa Metaksasa w celu zabezpieczenia mobilizacyjnego i operacyjnego rozwinięcia armii greckiej w wypadku konfliktu zbrojnego z Bułgarią. Składa się z 21 niezależnych fortów, rowów przeciwczołgowych, tuneli łączących stanowisk obserwacyjnych, ogniowych i gniazd karabinów maszynowych. Konstrukcja była tak wytrzymała, że w większości przetrwała do dzisiejszych czasów, częściowo jest nadal w użyciu. Część jest udostępniona do zwiedzania. 

## Budowa
Linia ta przebiegała od Aleksandropolis do rzeki Wardar (Aksios). Ogólna długość Linii Metaksasa wynosiła ponad 200 km. Jej podstawowymi elementami były stałe i polowe obiekty fortyfikacyjne oraz zapory inżynieryjne. Największym obiektem jest Fort Roupel. Do 1941 roku prace nad jej rozbudową nie zostały zakończone. Całkowity koszt wyniósł 100 400 000 drachm.

## Walki o linię
Po ciężkich walkach, 7 kwietnia 1941 roku Linia Metaksasa została przełamana przez niemiecką 5 Dywizję Strzelców Górskich podczas ofensywy na Bałkanach. Niemieckie wojska nie mogły sforsować fortyfikacji, więc podobnie jak w przypadku Linii Maginota, oflankowały je i zaatakowały z dwóch stron. Mimo tego greccy żołnierze stawili zaciekły opór (choć większość armii greckiej walczyła z Włochami na granicy z Albanią i Linia Metaksasa nie była w pełni obsadzona).
Niemieckie XVIII Korpus Górski i XXX Korpus Armii zaatakowały od strony Bułgarii Linię Metaxasa przed świtem 6 kwietnia. Niemcy napotkali jednak zaciekły opór oddziałów greckich pod dowództwem generała Konstantinosa Th. Bakopoulosa, w konsekwencji czego po trzech dniach walk Niemcy odnieśli jedynie ograniczone sukcesy. W tej sytuacji 2 Dywizja Pancerna z XVIII Korpusu Górskiego od zachodu w okrążającym ruchu przekroczyły granice Jugosławii i po pokonaniu jugosłowiańskiego i greckiego oporu w dniu 9 kwietnia zdobyła miasto Saloniki. Zdobycie Salonik zmusiło oddziały armii greckiej Macedonii Wschodniej do poddania się w dniu 9 kwietnia i bitwa na Linii Metaxasa dobiegła końca.
Niemiecki generał Wilhelm List, który prowadził ofensywę na Linii, był pod takim wrażeniem waleczności wroga, że pozwolił całej armii odejść wolno wraz ze sztandarami, pod warunkiem zdania długiej broni i zapasów wojennych. Oficerom pozwolono na zatrzymanie broni krótkiej.